# Benjamin L. Rosenbloom

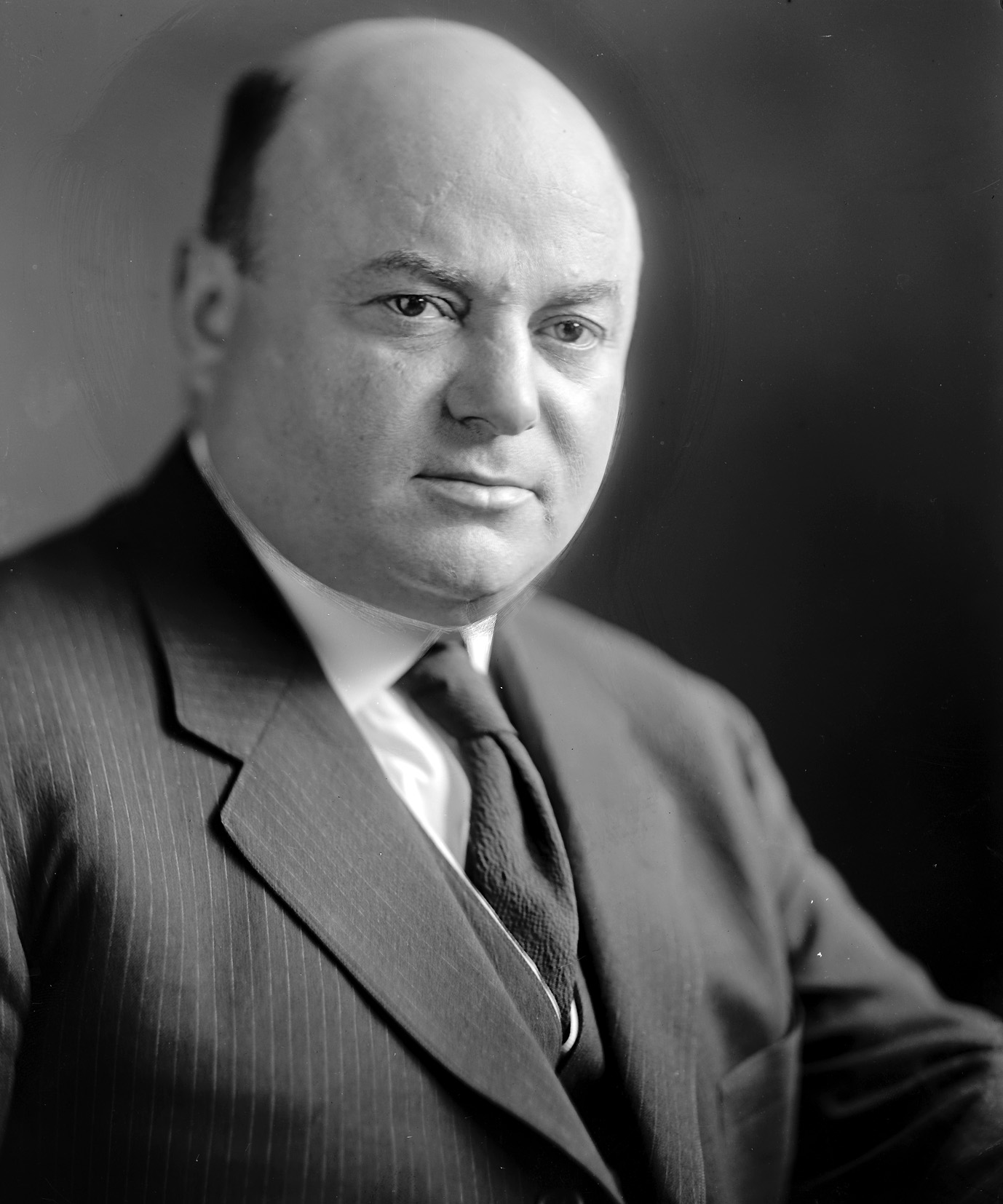
Benjamin L. Rosenbloom

Benjamin Louis Rosenbloom (* 3. Juni 1880 in Braddock, Allegheny County, Pennsylvania; † 22. März 1965 in Cleveland, Ohio) war ein US-amerikanischer Politiker (Republikanische Partei). Zwischen 1921 und 1925 vertrat er den ersten Wahlbezirk des Bundesstaates West Virginia im US-Repräsentantenhaus.

## Werdegang
Benjamin Rosenbloom besuchte die öffentlichen Schulen seiner Heimat einschließlich der North Braddock High School. Später studierte er an der University of West Virginia in Morgantown. Nach einem anschließenden Jurastudium und seiner im Jahr 1904 erfolgten Zulassung als Rechtsanwalt begann er ab 1905 in Wheeling (West Virginia) in seinem neuen Beruf zu arbeiten.
Rosenbloom war Mitglied der Republikanischen Partei. Zwischen 1914 und 1918 saß er im Senat von West Virginia. 1920 wurde er im ersten Distrikt des Staates in das US-Repräsentantenhaus in Washington gewählt. Dort trat er am 4. März 1921 die Nachfolge des Demokraten Matthew M. Neely an, den er zuvor knapp besiegt hatte. Nach einer Wiederwahl im Jahr 1922 konnte er bis zum 3. März 1925 zwei Legislaturperioden im Kongress absolvieren.
Im Jahr 1924 verzichtete er auf eine weitere Kandidatur. Stattdessen bewarb er sich erfolglos um die Nominierung seiner Partei für die Wahlen zum US-Senat. Nach dem Ausscheiden aus dem Kongress arbeitete Rosenbloom bis 1951 wieder als Anwalt in Wheeling. Dort gab er zwischen 1933 und 1935 auch eine Wochenzeitung heraus. Zwischen 1935 und 1939 war er Stadtrat und stellvertretender Bürgermeister von Wheeling. Im Jahr 1951 gab er seine Anwaltstätigkeit auf und zog sich in den Ruhestand zurück. Benjamin Rosenbloom starb im März 1965 in Cleveland.